# إلسي باورمان
إليز بورمان  (بالإنجليزية: Elsie Bowerman)‏(18 ديسمبر 1889 - 18 أكتوبر 1973) كانت محامية بريطانية، سوفرجيت، وإحدى الناجيات من السفينة تايتانك.

## بداية حياتها
ولدت إليز بورمان في تونبريدج ببلدة ويلز، وهي بنت ويليم بورمان وزوجته إيديث مارثا باربر. توفى والدها وهي في سن الخامسة. ذهبت إلى دير وكمب في سن الحادية عشر في عام 1901 حيث انها جاءت تحت تأثير فرانسيس دوف. التي كتبت سيرة. غادرت في عام 1907 قضاء بعض الوقت في باريس قبل الذهاب إلى كلية جريتون كامبردج. وقالت والدتها انها  أصبحت أحد أهم الأعضاء الفاعلين في اتحاد إميلين بانكيرست الاجتماعي والسياسي للمرأة  (WSPU) وقد ناضلت بقوة من أجل تمديد الامتياز.

## على متن تايتانيك
في 10 أبريل عام 1912  صعدت إليز ووالدتها على متن سفينة تايتانك في ساوثامبتون  وكانوا من ركاب الدرجة الأولى الممتازة. للقيام برحلة إلى أمريكا وكندا لرؤية العلاقات والدها فيأمريكا الشمالية. كانوا على حد سواء انقاذ على قارب النجاة رقم 6.

## أواخر حياتها
بعد كارثة تيتانيك، وصلت أمريكا والتي تقوم على خططهم لزيارة كولومبيا البريطانية، كلوندايك وألاسكا.
أثناء الحرب العالمية الأولى عملت باورمان مع وحدة المستشفى الإسكتلندي للمرأة في رومانيا في مارس عام 1917 ثم اضطرت إلى التراجع إلى سان بطرسبرج حيث شهدت الثورة الروسية مباشرة. في إنجلترا في عام 1917 حملت على معها العمل المنادي بمنح المرأة حق الإ قتراع ودعمت بانكروستوس في تنظيم لقاءات جماعية لتشجيع الرجال للانضمام إلى القوات والنساء على التطوع لأعمال الحرب.
بعد الحرب، درست إليز باورمان القانون وكانت قد  اعترفت إلى شريط في عام 1924. وكانت أول امرأة محامية في محكمة أولد بيلي وظلت تمارست مهنة المحاماة حتى عام 1938. وخلال الحرب العالمية الثانية عملت لمدة عامين مع الخدمات التطوعية النسائية، وبعد فترة من الزمن في قضى وزارة الإعلام ثلاث سنوات مع الخدمات فيما وراء البحار لهيئة الإذاعة البريطانية. وفي عام 1947 ذهبت إلى الولايات المتحدة للمساعدة على إنشاء لجنة الأمم المتحدة المعنية بوضع المرأة. لدى عودتها عاشت قرب أمها في سانت ليوناردز على قرب البحر، ثم انتقلت إلى منزل ريفي قرب هايلشام حيث توفيت بعد اصابتها بجلطة.

## معلومات
1. ↑  فى 1920 ايلسى مؤسس جمعية المراة فى المنظمة الامبراطورية يمين السياسة ومعارضة الشيوعية والاشتراكية. تعارض المنظمة بنشاط العمال المحبطون ضرب ربما تعتقد انها تضر عمال الصناعة والاقتصاد العام.

بدا فى عام 1921 لدراسة القانون ايلسى ليصبح عامل فى عام 1924; وهى المحامية كانت من بين اوائل النساء من الانضمام الى مهنة المحاماة. وذكر انها كانت اول امراة محامية الممارسة فى محكمة اولد بيلى المحكمة الجنائية المركزية فى انكلترا وويلز.

فى عام 1938 تركت وظيفتها, ايلسى تشترك مع بدء الخدمات التطوعية للنساء اليوم الملكية الخدمة التطوعية فى الاصل فى الفترة المؤدية الى الحرب العالمية الثانية تمهيدا لاحتمال ان تكون بريطانيا فى الحرب. فى دبليو فى اس الدور لتشجيع المراة على المشاركة فى غارة جوية كاجراء وقائى, المساعدة على توعية عن الاعداد الغارات الجوية, دبليو فى اس ان نقدم كل المساعدة قبل واثناء وبعد غارة جوية. وبعد الحرب العالمية الثانية بدات دبليو فى اس شارك اخلاء العديد من الاطفال فى المدن البريطانية لحمايتها من الغارات الجوية.

فى وقت ما فى عام 1940, يعمل فى السى المعلومات ادارات الحكومة البريطانية اثناء الحرب العالمية الثانية, مسؤولة عن النهوض بالقضية الوطنية ومحاولة الاخبار والمعلومات الضارة اتلاف المجهود الحربى الاخلاقية. ثم انتقل الى امريكا ايلسى لثلاث سنوات ضابط اتصال من هيئة الاذاعة البريطانية (بى بى سى) فى زمن الحرب الخارجية. من بى بى سى فى امريكا هو دعم المجهود الحربى.

فى 1946/1947 عاد الى امريكا السى ان تشارك فى انشاء لجنة مركز المراة التابعة للامم المتحدة. وكانت رئيس القسم المعنى بمركز المراة.
».

## معلومات للمراجعة
- Stands there a School – Memories of Dame Frances Dove, D.B.E., Founder of Wycombe Abbey School (1965)

## أرشيف
The archives of Elsie Bowerman are held at The Women's Library at the Library of the London School of Economics, ref 7ELB

## روابط خارجية
- Extract from Helena Wojtczak Notable Women of Victorian Hastings
- Elsie Bowerman Death Certificate on Titanic-Titanic.com
- Encyclopedia Titanica
- Elsie Bowerman Titanic Pages biography
- موقع بيوغرافي
- Elsie Bowerman - English Women's History
- موقع تليغراف البريطاني
- موقع سبارتكس اديوكشنال
- موقع Titanic Universe
- constructive women Organization

1. 1 2  Encyclopedia Titanica (بالإنجليزية), QID:Q3053892
2. ↑  Colin Matthew, ed. (2004), Oxford Dictionary of National Biography (بالإنجليزية), Oxford: Oxford University Press, QID:Q17565097